# Stenobrimus bolivari
Stenobrimus bolivari är en insektsart som beskrevs av Ludwig Redtenbacher 1906. Stenobrimus bolivari ingår i släktet Stenobrimus och familjen Heteropterygidae. Inga underarter finns listade i Catalogue of Life.